# Чапел-Хилл (Северная Каролина)
Ча́пел-Хилл (англ. Chapel Hill) — город, расположенный в округе Ориндж штата Северная Каролина (США). По результатам переписи 2000 года население города составило 48 715 человек, по неофициальным данным к 2004 году эта цифра выросла до 52 440 человек. Основной достопримечательностью города является один из старейших университетов Америки Университет Северной Каролины (UNC).

## География
Чапел-Хилл находится на юго-востоке округа Ориндж и занимает площадь в 51,3 квадратных километра. Чапел-Хилл, Дарем и Роли образуют так называемый «Исследовательский треугольник» (Research Triangle), получившего это название в 1959 г. В  1994 году основан район  Саутерн-Виллидж, признанный в качестве достойного примера разумного роста в теории городского планирования в таких журналах, как Time, Better Homes and Gardens и Builder.

## История
Изначально весь городок, а сейчас центральная его часть расположены на вершине холма, который назывался первоначально Холм Часовни Новой Надежды (англ. New Hope Chapel Hill), так как в то время там располагалась небольшая часовня. Сейчас на месте той часовни находится гостиница «Каролина» (англ. Carolina Inn). Сам город стал активно развиваться и расти для поддержки и обеспечения функционирования Университета Северной Каролины, который был открыт в 1789 году.
Чапел-Хилл славится спортивной командой Университета Северной Каролины, которая активно выступает на соревнованиях внутри страны, где её основным соперником является команда Университета Дьюка из города Дарем. С 2002 всё автобусное сообщение в городе стало бесплатным как для жителей, так и для гостей города.
10 февраля 2015 года на территории кампуса Университета Северной Каролины были убиты трое студентов — 23-летний Диа Шедди Баракат, его 21-летняя супруга Юсур Мохаммед Абу-Сальха и её сестра, 19-летняя Разан Мохаммед Абу-Сальха. Убийцей молодых людей оказался 46-летний Крэйг Стивен Хикс.

## Население
Основное население Чапел-Хилла — это белые американцы, которые составляют 72,8 % жителей. Благодаря Университету Северной Каролины, в городе и его окрестностях живёт много эмигрантов из других стран, работающих в университете на профессорско-преподавательских должностях.

## Факты
- Чапел-Хилл стал первым городом в США, который в 1968 году при абсолютном большинстве на тот момент белого населения выбрал себе в мэры чёрного Говарда Ли (англ. Howard Lee, занимал пост мэра с 1969 по 1975 годы).
- Американский поэт-лауреат Джаррелл Рэндалл бросился под автомобиль в 1965 году недалеко от Университета Северной Каролины.
- Ари Пикер, вокалист/гитарист оркестровой поп-фолк группы Lost in the Trees, родом из Чапел-Хилла.
- Ежегодно в городе проводится мероприятие Хэллоуин на Франклин-стрит.